# Authon-la-Plaine
Authon-la-Plaine is een gemeente in het Franse departement Essonne (regio Île-de-France) en telt 305 inwoners (1999). De plaats maakt deel uit van het arrondissement Étampes.

## Geografie
De oppervlakte van Authon-la-Plaine bedraagt 10,7 km², de bevolkingsdichtheid is 28,5 inwoners per km².
De onderstaande kaart toont de ligging van Authon-la-Plaine met de belangrijkste infrastructuur en aangrenzende gemeenten.

## Demografie
Onderstaande figuur toont het verloop van het inwonertal (bron: INSEE-tellingen).